# Наполеон Цибулски
Наполѐон Нико̀дем Цибу̀лски, герб Правджиц (на полски: Napoleon Nikodem Cybulski; на руски: Наполеон Никодим Осипович Цыбульский) е полски лекар физиолог, съоткривател на адреналина, пионер в ендокринологията и електроенцефалографията, професор в Ягелонския университет и негов ректор в периода 1904 – 1905 г.

## Биография
Наполеон Цибулски е роден на 13 септември 1854 година в чифлика Кшивоноси, Вилненска губерния на Руската империя (днес в Беларус), в шляхтишкото семейството на Марцянна (с родово име Хуторович) и Юзеф Наполеон Цибулски, герб Правджиц. Завършва гимназия в Минск, след което започва да учи медицина в Императорската медико-хирургическа академия в Петербург. През 1877 година става асистент на проф. Иван Тарханов в Катедрата по физиология. През 1880 година се дипломира и продължава работата си в академията. В 1885 година защината докторска дисертация на тема: „Изследвания на скоростта на движение на кръвта с помощта на фотохемотахометър“ (на руски: Исследования над скоростью движения крови посредством фотогемотахометра). Същата година става ръководител на Катедрата по физиология на Ягелонския университет.